# Rio de Janeiro (Schiff, 1914)
Die Rio de Janeiro war ein deutsches Frachtschiff. Es wurde 1914 als Santa Ines gebaut und überstand den Ersten Weltkrieg in Chile. 1940 wurde das 1921 in Rio de Janeiro umbenannte Schiff von einem alliierten U-Boot einen Tag vor Beginn des deutschen Überfalls auf Norwegen vor Lillesand versenkt.

## Geschichte
Das Schiff wurde beim Bremer Vulkan in Vegesack für die Hamburg-Südamerikanische Dampfschifffahrts-Gesellschaft (HSDG) gebaut und am 3. April 1914 unter dem Namen Santa Ines zu Wasser gelassen. Am 16. Mai 1914 begann die Santa Ines ihre Jungfernreise von Hamburg zum La Plata. Sie war das Typschiff der letzten Version der Santa-Klasse, von der die HSDG seit 1901 vierzehn Schiffe in verschiedenen Versionen bis zum Kriegsausbruch 1914 erhielt.
Die Länge des Schiffs betrug 122,5 m, die Breite 16,8 m Breite und der Rauminhalt 5.199 BRT. Mit der ebenfalls vom Bremer Vulkan gelieferten Santa Isabel und der von der AG Weser gebauten Santa Klara hatte die Santa Ines zwei Schwesterschiffe. Alle drei Schiffe befanden sich beim Kriegsausbruch in Südamerika. Die Santa Ines wurde nach Kriegsbeginn im chilenischen Valparaíso aufgelegt. Die Besatzung zerstörte im Herbst 1918 die Maschine, als das Schiff von chilenischen Soldaten besetzt wurde. Nach Kriegsende wurde das Schiff bis zum 16. September 1920 wie viele andere deutsche Schiffe nach Europa geschleppt, wobei sie schwere Sturmschäden erlitt. Die Reparatur des Schiffes erfolgte auf der Hamburger Werft von Blohm & Voss und es wurde am 14. Oktober 1921 der britischen Kontrollkommission übergeben, verblieb aber in Hamburg. Der Reederei Hamburg Süd gelang es, ihren instandgesetzten Frachter am 15. November 1921 zurückzukaufen.
Das mit 5261 BRT neu vermessene Schiff wurde als Rio de Janeiro wieder in Dienst genommen. Am 23. Oktober 1934 geriet das Schiff in Victoria bei Buenos Aires in Brand und musste auf Grund gesetzt werden. Trotz schwerer Schäden wurde die Rio de Janeiro wieder gehoben und repariert. Das auf der Rückreise von Argentinien befindliche Schiff lief am 30. August 1939 Vigo an und verblieb dort bis zum 12. Dezember. Ihr gelang das Passieren der britischen Blockade und sie erreichte Narvik, wo sie Erz übernahm und dann am 19. Januar 1940 Hamburg erreichte. Am 7. März 1940 requirierte die deutsche Kriegsmarine die Rio de Janeiro als Transporter.

## Versenkung

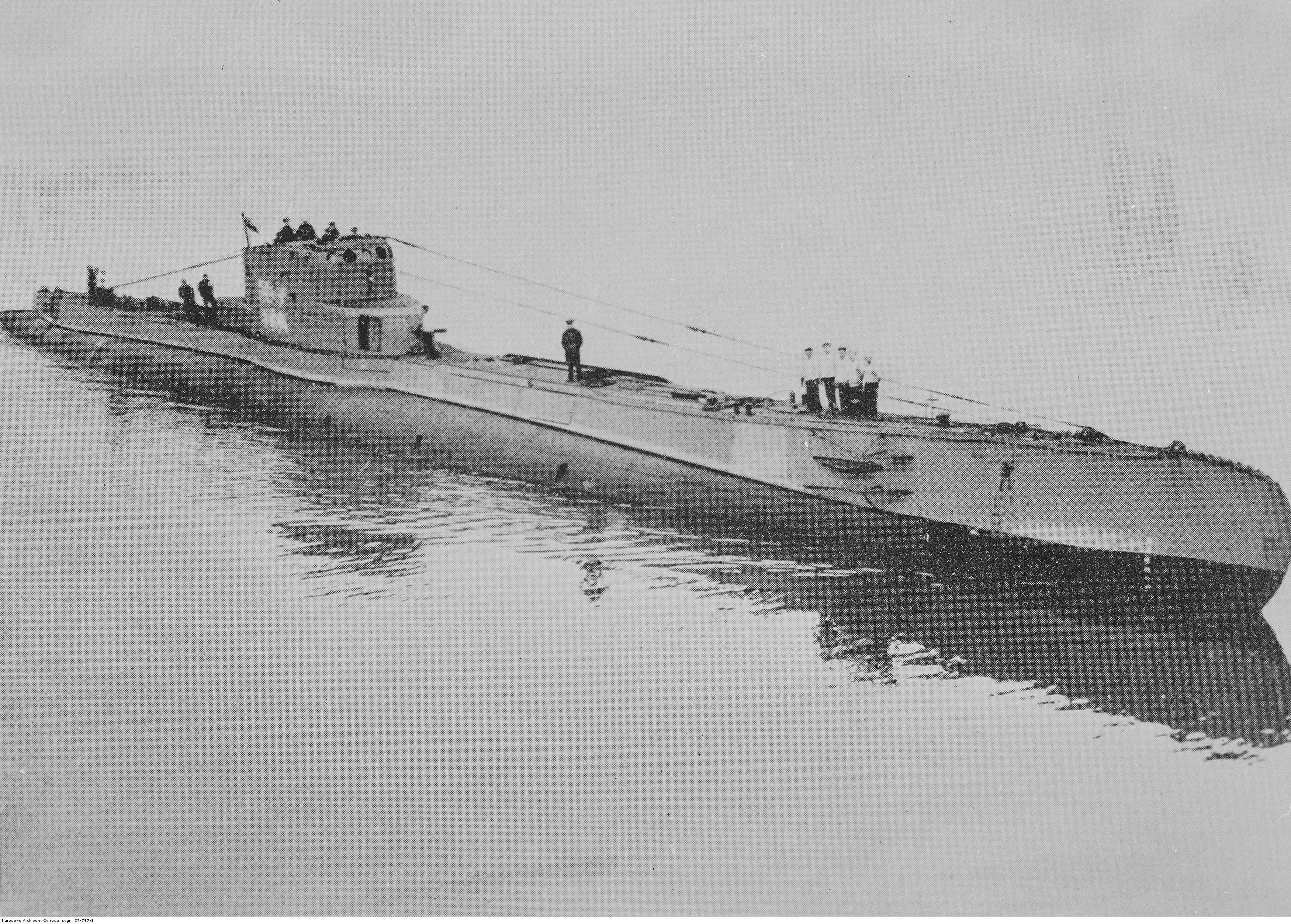
Polnisches U-Boot Orzel

Das Schiff transportierte im Rahmen der 1. Seetransportstaffel des Unternehmens Weserübung 330 Soldaten sowie sechs FlaK 30 (2 cm), vier FlaK 38 (10,5 cm) Flugabwehrgeschütze, 73 Pferde, 71 Fahrzeuge und 292 Tonnen Proviant, Tierfutter, Treibstoff und Munition von Stettin mit dem Zielhafen Bergen. Bei Lillesand entdeckte das unter britischem Kommando fahrende polnische U-Boot Orzeł das Schiff und versenkte es am 8. April 1940 mit drei Torpedos. 183 Personen wurden gerettet und von den Bewohnern von Lillesand und Høvåg versorgt, 19 Besatzungsmitglieder und 164 Soldaten kamen ums Leben.
Die Lage des Wracks war viele Jahre lang unklar. Im Juni 2015 fanden Taucher das Wrack in 135 Metern Tiefe.

## Sonstiges
Ein 2008 in Korea gebautes 5900-TEU-Containerschiff der „Rio“-Klasse der Reederei Hamburg Süd trägt erneut den Namen Rio de Janeiro.

## Schicksal der beiden Schwesterschiffe
| Stapellauf in Dienst  | Name         | Tonnage  | Werft                    | Schicksal |
| --------------------- | ------------ | -------- | ------------------------ | --- |
| 21.04.1914 19.05.1914 | Santa Isabel | 5199 BRT | Bremer Vulkan BauNr. 574 | 19. August 1914 Zusammentreffen mit dem Kleinen Kreuzer Dresden, als dessen Hilfsschiff mit in den Pazifik zum Kreuzergeschwader marschiert und dann beim Seegefecht bei den Falklandinseln vom britischen Kreuzer Bristol versenkt                                                                                 |
| 18.04.1914 6.06.1914  | Santa Clara  | 5485 BRT | AG Weser BauNr. 204      | 1914 aufgelegt in Rosario/Argentinien, 1920 nach Deutschland geschleppt, 1921 ausgeliefert: Den of Airlie/GB, 18. Juli 1923 Ankauf durch die Deutsche Ost-Afrika Linie, als Ulanga eingesetzt, am 5. September 1931 auf der Ausreise in Brand geraten, nach Antwerpen eingeschleppt, aber ausgebrannt, verschrottet |